# Cyriopagopus dromeus
Cyriopagopus dromeus är en spindelart som först beskrevs av Chamberlin 1917.  Cyriopagopus dromeus ingår i släktet Cyriopagopus och familjen fågelspindlar.
Artens utbredningsområde är Filippinerna. Inga underarter finns listade i Catalogue of Life.